# اومبوی
اومبوی (به مجاری: Ömböly) یک منطقهٔ مسکونی در مجارستان است که در سابولچ-ساتمار-برگ واقع شده‌است. اومبوی ۳۰٫۳۵ کیلومتر مربع مساحت و ۴۶۶ نفر جمعیت دارد.